# Bollettino Ufficiale Regionale
Il Bollettino Ufficiale Regionale (BUR) è l'organo d'informazione che pubblicizza le leggi, i regolamenti e gli atti della Regione, assumendo un ruolo analogo a quello svolto dalla Gazzetta Ufficiale. In ambito giuridico è considerata come una delle fonti di cognizione ufficiali.
Una parte del Bollettino Ufficiale (specificatamente la terza) è dedicata a "Concorsi e Avvisi”, in cui tra l'altro sono contenuti i bandi per i concorsi pubblici emessi dagli Enti pubblici territoriali.
Per la consultazione del Bollettino Ufficiale della Regione è possibile visitare i rispettivi siti web ufficiali, dove il BUR (a discrezionalità della Regione) viene redatto in forma digitale e diffuso in maniera telematica.
In Sicilia il bollettino prende il nome di Gazzetta Ufficiale della Regione Siciliana.